# پکی
پکی (به لاتین: Powkowy) یک منطقهٔ مسکونی در افغانستان است که در ولایت بدخشان واقع شده‌است.